# Cerkev Naše gospe, Memmingen
Evangeličanska župnijska cerkev Naše Gospe v Memmingenu na Zgornjem Švabskem je druga največja cerkev v evangeličansko-luteranski dekaniji Memmingen. Pogovorno se imenuje Frauenkirche. Obrnjena je proti vzhodu, kot je bilo običajno pri cerkvenih stavbah do 16. stoletja, je v nekdanji tkalski in usnjarski četrti mesta in daje močan urbani poudarek v južnem starem mestnem jedru. Prvič je bila omenjena v listini leta 1258, a prva cerkvena stavba na tem mestu je morala biti postavljena pred letom 500. To jo uvršča med najstarejše v Zgornji Švabski.
Cerkev je najbolj znana po odlično ohranjenih freskah iz prvih dni memmingenske šole v 15. stoletju. Cerkev so po reformaciji od približno 1530 do 1806 uporabljali kot sočasno cerkev katoliški in protestantski meščani, do sekularizacije leta 1802 pa tudi katoliški križarji in redovnice frančiškanke. To je bila verjetno najstarejša sočasna cerkev v današnji Bavarski.

## Lega
Cerkev stoji ob obzidju v južnem delu starega mestnega jedra, ki so ga pred sovražnimi napadi ščitili veliki in mali stolpi. Do približno leta 1340 je bil zunaj mestnega obzidja v tako imenovanem Wegbachsiedlungu. Takrat je bila obdana z jarkom in obzidjem cerkvenega dvorišča. Pri gradbenih delih ob cerkvi je bil najden kamen z letnico 1205. Domneva se, da je iz zidu. Lahko pa bi bil tudi nagrobnik. Danes je tuf vgrajen v severno znamenje.

## Zgodovina

### Cerkve predhodnice in prva omemba
Nekateri ostanki temeljev Marijine cerkve lahko izvirajo iz poznega rimskega časa. Med obsežnimi obnovami v letih 1891 in 1979 so bili odkriti ostanki temeljev več prejšnjih stavb. Najstarejša stavba s korno pregrado, visoko okoli 30 centimetrov, je imela pravokotno tlorisno zasnovo okoli 9,5 × 7 m in je bila na sredini današnje ladje. Novejši je 8 m širok kor je mlaji. Poleg morebiti rimskih ali merovinških ostankov so še karolinški, katerih dimenzij ni več mogoče določiti.
V 11. ali 12. stoletju so cerkev povečali kot romansko baziliko in tla dvignili za približno 25 centimetrov. Precej povečana stavba (32 × 16 m) je imela šest travej, tri ladje (glavna, južna in severna ladja) in okroglo apsido kot kor. Stebri so imeli kvadratni tloris s stransko dolžino približno 1,1 metra. Ostanki so vidni v obliki stebrov in niš. Verjetno sta bila dva vzhodna ali zahodna stolpa, kot je običajno v gornješvabskih romanskih cerkvah, vendar niso našli nobenih temeljev.
Ne glede na to, ali je Frauenkirche prvotno služila kot krstna kapela, misijonska cerkev ali kraljeva dvorna cerkev, je bistveno za datiranje prvotne strukture. Oltar sv. Janeza, ki je obstajal do reformacije, lega na potoku (ki je tekel bližje cerkvi) in marijanski zavetnik govorijo o njegovi uporabi kot krstilnici in s tem o poznorimskem izvoru. Ta sklep omogoča tudi rimska cesta, ki vodi mimo z bližnjo stražnico.
Preden je bila cerkev v 14. stoletju vključena v utrdbe zgornjega mesta, je bila obdana z obzidjem z jarkom. Jarek je bil širok približno 8 metrov in globok 1,4 metra.  Tufov kamen z letnico 1205, ki je danes v severnem znamenju, v vhodnem delu cerkve, nakazuje obdobje gradnje. Ni pa jasno, ali je pripadal obzidju ali je služil kot nagrobnik. Slabo ohranjenost ne omogoča natančnejših zaključkov.
Cerkev je bila prvič omenjena ob prodaji posesti leta 1258. Leta 1280 je bil v cerkvi že marijanski oltar.

### Sprememba lastništva
Cerkev je bila v lasti cesarja. Zato je 23. aprila 1341 cesar Ludvik Bavarski lahko dal pokroviteljstvo samostanu Kreuzherrenkloster. To donacijo je leta 1346 potrdil augsburški škof Heinrich III. Schönegg. Čeprav je bila cerkev tako vključena v samostan, je ostala župnijska cerkev. Samostanu ni bilo naročeno, da bi skrbel za skupnost, ampak je kljub temu zbiral denar in blago od skupnosti kot cerkveno desetino za plačilo župnika. Frauenkirche je verjetno pripadala mestu še prej (čeprav je bila v takratnem naselju Wegbach), saj celotna tradicija govori o »Memminger Marienkirche«.
V cerkvi so potekale sinode memmingenskega kapitlja, ki je vključeval tudi župnijo Ottobeuren z opatijo. Kljub vključitvi v samostan križarjev je za cerkev očitno moral skrbeti posvetni duhovnik, torej ni smel biti član samostana. To postane jasno v ustanovitveni listini iz leta 1359. Ostala je glavna cerkev memmingenskega kapitlja. Med letoma 1423 in 1438 je bil odnos med cerkvijo in samostanom reorganiziran s pogodbo v 13 točkah, potem ko so bile med mestom in samostanom velike napetosti.

### Razširitve do reformacije
V 14. in zlasti v 15. stoletju so bile stvari videti drugače. Romanska cerkvena stavba je bila dodelano preurejena v gotsko in razširjena na vse strani do nekdanjega cerkvenega obzidja do sedanje velikosti. Dozidane so bile tri severne stranske kapele, vsaka široka 3,5 metra. Cerkev je bila takrat dolga 58 metrov in široka 30 metrov s kapelicami. Tudi stolp je lahko iz istega obdobja gradnje. Leta 1444 je bilo pokopališče razširjeno in obdano z obzidjem, leta 1445 je bil obzidan ribnik ob cerkvi, leta 1447 je bilo severnemu osrednjemu vhodu prizidano znamenje in leta 1449 kupljen mali urni zvon.
Pred reformacijo je imela cerkev okoli dvanajst oltarjev, katerih lokacije pa ni mogoče več določiti.

### Reformacija (ca. 1525 do 1565)
Mesto se je zavezalo reformaciji, sprva Zwingliju in kasneje, potem ko je Zwingli umrl, luteranski doktrini. Vendar je bil od julija do oktobra 1525 obnovljen rimskokatoliški bogoslužni red.
Zaradi zwingliške usmeritve memmingenske reformacije so bili julija 1531 iz cerkve Marije odstranjeni skoraj vsi sakralni predmeti, vključno s številnimi oltarji in slikami. Inventar ne obstaja, zato obseg uničenja ni jasen. Nekaj kultnih predmetov je bilo uničenih, nekaj jih je mestna uprava zaplenila in prodala ali pa jih prepustila obrtnikom kot plačo. Posamezne kose so v okoliška katoliška območja in samostane reševali katoliški verniki, za katere niso izgubili idealne vrednosti. Leta 1548 je cesar Karel V. ponovno uvedel rimskokatoliški obred v cerkvi.

### Sočasna cerkev (1565 do 1806)
To se je spremenilo leta 1565, ko so evangeličani spet imeli bogoslužje. Dogovor je bil dosežen v Mindelheimski pogodbi iz leta 1569 in Unser Frauen je bil preurejen v istočasno cerkev, ki je obstajala od leta 1524. Cerkev je v letu podpisa pogodbe dobila novo prižnico. Šele leta 1806 je Mindelheimska pogodba izgubila svoj pomen, potem ko je protestantska župnija pridobila celotno cerkev.
Uporaba obeh poimenovanj je preprečila korenite baročne spremembe. Dve leti in deset mesecev od leta 1799 je bila cerkvena soba namenjena skladišču vojaške opreme. Leta 1801 so se bogoslužja lahko ponovno obhajali. Šele leta 1808 je Kraljevi bavarski državni direktorat v Ulmu od mesta zaprosil, naj obnovi notranjost cerkve.

### Samostojna cerkvena skupnost  (1811 do 1945)
Tako kot mnoge druge bogoslužje so tudi cerkev v 19. stoletju preoblikovali v duhu historizma. Postavljen je bil lesen obok, ki je bistveno spremenil prostorski vtis gotske cerkve. Mestni gradbeni mojster Johann Georg Knoll je leta 1829 baročno prižnico zamenjal z novo v slogu historizma. To je bilo odstranjeno skoraj 60 let pozneje. Septembra 1838 je cerkev grozila zrušitev strehe, zato so morali cerkev zapreti in bogoslužje prestaviti k sv. Martinu. Nato so podprli strešno ogrodje
Pobeljene freske iz leta 1602, vključno z enim najpomembnejših del umetniške družine Strigel, so bile odkrite med letoma 1893 in 1897. Sodijo med najdragocenejše v obdobju pozne gotike. S tem se je začela še ena obsežna notranja prenova. Lesene oboke so ponovno odstranili in nadomestili z ravnim lesenim stropom. Porušena je bila stranska galerija severne stene, na zahodni strani pa nameščena druga galerija. Pri prenovi tal so bili odkriti romanski oziroma predromanski stebri.

### Uničenje v drugi svetovni vojni, obnove, izkopavanja (od 1945)
Ker mesto med obleganjem mesta ni bilo nikoli napadeno z juga in so bile mestne utrdbe tam zavarovane z velikim krožiščem in tako imenovano nabreklo vodo, se je bazilika izognila vojnim poškodbam. To se je spremenilo v zadnjih dneh druge svetovne vojne. Med bombardiranjem 20. aprila 1945 se je porušil štiridelni rebrasti obok v zahodnem zalivu severne ladje. Ohranjene pa so freske ladje in arkadnih obokov.
Šele leta 1955 so sledi bombnega napada popolnoma odstranili in po možnostih povrnili prvotno stanje. V sedemdesetih letih dvajsetega stoletja je bila cerkev ponovno obnovljena.

## Arhitektura
Cerkev je triladijska bazilika z dvignjenim korom. Na cerkvenem dvorišču stoji kip samoroga kot simbol Marijinega cikla v cerkvi. Na zahodu je stari frančiškanski samostan, v katerem je danes dom za ostarele, na jugu pa oddelek za starostno demenco. Za starim cerkvenim zidom na vzhodu leži park Reichshain.

### Zunanjost
Ladje in prizidki, ki imajo enostavna okna, se s poševnimi strehami povezujejo s centralno ladjo. Nad njim se odpirajo strešna okna, okrašena z vzorci, po eno strešno okno na travejo. Hkrati pa lizene, ki dodajo ritem zunanji steni med strešnimi okni, odražajo razdelitev notranjosti na traveje. Osrednja ladja je pokrita z dvokapno streho. Na pripadajočem švabskem zahodnem zatrepu se dviga zlati križ. Na zahodni fasadi, prav tako strukturirani lizenami, prevladuje veliko okno, ki je približno na sredini med tlemi in strešnim nosilcem. Obkrožajo ga manjša okna, drugo manjše okno je v pedimentu. Na vzhodu se kot podaljšek osrednje ladje od ladje loči približno dve traveji dolga korna hiša. Zunanji vtis zaznamujejo oporniki med visokimi vzorčnimi okni. Nova zakristija je bila zgrajena na jugu, in meji na kor in južno stransko ladjo, ki ji na zahodu sledi prizidek kapele. Sredino preostale proste zidne površine južne ladje zavzema južno znamenje enega od dveh cerkvenih vhodov. Dodatki in znamenja kapele določajo tudi izgled severne strani. Poleg tega je stolp s staro zakristijo, gledano z vzhoda, v nivoju druge traveje, ki se močno zareže v severno ladjo. Stene cerkve so zidane iz opeke, katere enoten nanos ometa ne omogoča prepoznavanja posameznih gradbenih faz.

### Notranjost

#### Glavna ladja
Glavna ladja je dolga 38,5 metra in široka 11 metrov. Vanjo se lahko vstopi le skozi obe verandi ali skozi neposreden vhod med stolpom in korom v severni ladji. Današnji glavni vhod je severna veranda. Stene ladje so enostavne in pobeljene. Razdeljena je na šest travej z gotskimi zašiljenimi loki. Notranjost koničastih obokov je okrašena s freskami, prav tako območja med oboki, stebri pa so pobarvani rdeče. Ladja se zaključuje z ravnim lesenim stropom v slogu historicizma. Izrezljani motivi so bili vzeti s stropa iz 15. stoletja iz Kramerzunft am Weinmarkt. Na zahodni strani sta dve galeriji, od katerih eno zasedajo orgle. Ti galeriji imata enake izrezljane motive kot strop. Glavna ladja je na obeh straneh osvetljena s strešnimi okni, na zahodni strani pa velikim oknom z enostavnimi vzorci in več manjšimi.

#### Severna stranska ladja
Severna ladja je dolga 38,5 metra in široka 6 metrov. Izvira iz 14. stoletja, postavljena je bila leta 1448 in opremljena z gotskim rebrastim obokom. V drugi traveji stolp sega približno 3 metre v ladjo. Vključuje dve nekdanji stranski kapeli, znamenje in stopnišče v galerije. Okna in kapelica, zasnovana brez vzorca, so obokana. Dve traveji severne ladje sta bili uničeni v bombnem napadu v drugi svetovni vojni in kmalu zatem obnovljeni. Prepoznaš ju po manjkajočih stropnih freskah. Severna ladja ima dva vhoda z verande in s stolpa.

#### Južna stranska ladja
Južna ladja je dolga 38,5 metra in široka 6 metrov. Prav tako izvira iz 14. stoletja, prav tako je bila postavljena leta 1448 in ima tako kot severna ladja gotsko rebrast obok. Obokana okna ladje in prizidana kapela so neizsledena. Nekdanja Minnerkapelle, podarjena leta 1522, je med sočasnostjo služila kot protestantska krstilnica. Edini dostop do južne ladje je južna veranda.

#### Kor
19,5 m dolga in 10 m širok kor je bil zgrajen med letoma 1458 in 1459. Ima visoko okno z enostavnim krogovičjem. Strop je sestavljen iz gotskega križno rebrastega oboka. Kor  je tri stopnice višji od ladje, še tri stopnice vodijo do konca kora z visokim oltarjem.

### = Zvonik
Stolp je bil verjetno zgrajen iz tufa v začetku 14. stoletja. Zakristija je bila v najnižjem nadstropju, dokler je leta 1487 niso preselili v novo stavbo na južnem koncu kora. Nekdanje gotsko, koničasto streho stolpa je pogosto udarila strela, v 17. stoletju pa jo je po ponovnem udaru strele nadomestila današnja lanterna s koničasto streho. Od srednjega veka je bil številčnica, ki je imela prvotno freske, pogosto preslikana. Ko so stolp leta 1973 prenovili, so odkrili vsaj tri plasti barve. Nazadnje je bila obnovljena renesančna poslikava številčnice iz okoli leta 1650. Obnovljena je bila tudi gotska sončna ura na vzhodni strani in dodana nova na zahodni strani.
Stolp je kvadratnega tlorisa s stranico 8,3 metra. Do lanterne je visok 46,5 m in do vrha 54 m  in ima dva vhoda, enega v severni ladji, drugega na severni zunanji steni. Še en lesen stolp je vgrajen v stolp kot zvonik. Rebrasti obok nekdanje zakristije v kleti je bil obnovljen leta 1955, ker so ga poškodovali tlačni valovi zaradi eksplozij bomb v 2. svetovni vojni.

## Oprema
V cerkvi je veliko umetnin, predvsem fresk. Veliko bogastvo oltarjev in drugih rezbarij je bilo v ikonoklazmu reformacije uničeno ali prodano.

### Freske
Izredno dobro ohranjene freske iz 15. stoletja je naslikala memmingenska šola pod vodstvom Hansa Strigla starejšega, vendar je morala biti leta 1506 delno obnovljena. Ikonoklazem 19. junija 1531 so očitno preživeli nepoškodovani. Najbrž so jih leta 1631 prekrili z beležem, ker so bile poškodovane in ni bilo sredstev za popravilo med tridesetletno vojno. Po tem so freske padle v pozabo.
Po ponovnem odkritju okoli leta 1890 so celotno notranjost cerkve temeljito pregledali in od leta 1893 ponovno odkrili freske. Nekatere so bile dopolnjene v skladu s takratnimi običaji, večina pa je bila v tako dobrem stanju, da so bile osvežene le barve. Zahvaljujoč skrbnemu pristopu pri ponovnem odkritju in osvežitvi barv od 1893 do 1897 profesorja Franza Haggenmillerja iz Münchna so do danes zelo dobro ohranjene. Druga restavratorja sta bila Ludwig von Kramer in Bonifaz Locher. Ukrepi so bili zaključeni leta 1901.
Večino fresk je mogoče razporediti na tri področja, ornamentalne slike, apostolsko veroizpoved in marijanski cikel.

### Oljne slike
Oltarno sliko glavnega oltarja je okoli leta 1700 naslikal Johann Friedrich Sichelbein s šole Memmingen. Leta 1806 je bila ob koncu sočasnosti izročena katoliški občini St. Johann in leta 1868 odkupljena. Prikazuje prizor križanja na Golgoti. V krstilnici sta dve sliki Rudolfa Schwemmerja iz leta 1961. Na sodoben način prikazujejo binkoštni dogodek in Jezusov blagoslov otrok. V južni stranski ladji visi slika Jezusovega vstajenja v zmernem ekspresionizmu. Leta 1951 ga je ustvaril Ulrich Franke. Sliko Zadnje večerje ob Hawangerski Madoni je leta 1820 naslikal Andreas Küchle.
V novi zakristiji je slikovni cikel s prizori iz Stare in Nove zaveze Johanna Friedricha Sichelbeina. Slike so visele v arkadah ladje, preden so bile freske odkrite.

## Orgle
Prve orgle, ki jih je okoli leta 1487 daroval Hans Vöhlin, so bile v galeriji na mestu današnje prižnice. Orgelska hiša nad prižnico je bila obnovljena leta 1659, nove orgle pa so bile kupljene šele leta 1662. To je ostalo tam, dokler ni Eberhard Walcker leta 1850 zgradil nove orgle z dvema manualoma, pedalom in 25 registri.
Današnje orgle je leta 1929 kot opus 1512 zgradilo podjetje Steinmeyer iz Oettingena. Ima 52 zvočnih registrov, razporejenih na tri manuale in pedala. Delovanje je elektropnevmatsko.
Orgle so drugo svetovno vojno preživele v bistvu nepoškodovane in so bile v povojnih letih prihranjene velike spremembe.